# Organisation der Mudschahedin der Islamischen Revolution
Die Organisation der Mudschahedin der Islamischen Revolution (persisch سازمان مجاهدین انقلاب اسلامی Sāzmān-e Modschāhedin-e Enghelāb-e Eslāmi, kurz SMEE, auf englisch Mojahedin of the Islamic Revolution Organization, MIRO) ist eine 1978 gegründete reformorientierte, parteiähnliche politische Organisation im Iran, die zwar klein, aber recht einflussreich ist. Sie ist nicht zu verwechseln mit der im Iran verbotenen Oppositionsbewegung Modschahedin-e Chalgh, zu deutsch Volksmudschahedin.
Im iranischen Parlament, der Madschles, zählt die Organisation zu den verschiedenen Gruppierungen und Parteien der Islamischen Linken (Reformer).
Als inhaltliche Ziele werden genannt die Wahrung der Werte und Prinzipien der Islamischen Revolution, die Verwirklichung einer entwickelten, freien und unabhängigen Gesellschaft sowie die Förderung der Ideale der Islamischen Revolution in andere Staaten hinein.
Programmatisch steht man später recht radikal in der Wirtschaftspolitik (staatlich kontrollierte Wirtschaft), aber relativ liberal im Bereich Kultur. Mittlerweile werden Souveränität des Volkes, Menschenrechte, Demokratie und Pluralismus eingefordert, ohne aber das einst mitaufgebaute System der Islamischen Republik in Frage zu stellen.

## Geschichte
Die Organisation SMEE wurde zu Beginn der Islamischen Revolution im Iran von einem Kreis von Intellektuellen und Technokraten gegründet, die anfangs recht islamistisch auftrat, sich aber in den 1990er Jahren zu einer reformorientierten Kraft wandelte. Sie entstand 1978 aus einem Bündnis von sieben früheren Untergrundorganisationen gegen die bis dahin regierende Pahlavi-Dynastie. Unter ihnen befanden sich auch zum Teil frühere Maoisten. Viele der Gründungsmitglieder nahmen in der Folgezeit führende Positionen in der Iranischen Revolutionsgarde ein.
In Folge interner Streitigkeiten zum Irak-Iran-Krieg stellte die Organisation der Mudschahedin der Islamischen Revolution ihre Tätigkeit ein. Erst nach Ende des Krieges 1988 mehrten sich wieder Bestrebungen die Organisation neu aufzubauen, was 1990 endgültig vollzogen wurde.
Die Organisation der Mudschahedin der Islamischen Revolution unterstützten bei den iranischen Präsidentschaftswahlen am 23. Mai 1997 den dann siegreichen Reformerkandidaten Mohammad Chatami. Sie war dann auch bei der Parlamentswahl 2000 Bestandteil der reformistischen Allianz 23. Mai-Bewegung (2. Chordad-Front) zur Unterstützung der Politik Chatamis.
Die SMEE steht unter der Leitung von Generalsekretär Mohammad Salamati, ehemals iranischer Landwirtschaftsminister. Weitere prominente Mitglieder sind der ehemalige Vizepräsident des iranischen Parlaments Behzad Nabavi, der Journalist Mohsen Armin, der ehemalige stellvertretende Innenminister Mostafa Tadschzadeh, der Universitätsprofessor Haschem Aghadscheri und der ehemalige stellvertretende Handelsminister Feyzollah Arabsorchi.
Das Mitglied Hashem Aghajari wurde im November 2002 nach einer regimekritischen Rede wegen vermeintlicher Apostasie (Abfall vom Glauben) zum Tode verurteilt. Die Strafe wurde später aufgrund zahlreicher Proteste in fünf Jahre Gefängnis umgewandelt. Nach zwei Jahren Haft wurde er schließlich gegen Kaution freigelassen.
Die SMEE gibt unter Leitung von Mohsen Armin 14-täglich eine Publikation namens Asre-Maa heraus.
Im iranischen Präsidentschaftswahlkampf 2009 unterstützt die Organisation in einer von Ex-Staatspräsident Chatami ins Leben gerufenen 21-Parteien-Allianz die Kandidatur des Reformers Mir Hussein Mussawi, nachdem eigene Kandidaten der SMEE vom Wächterrat gänzlich nicht zugelassen wurden.